# Okręgowe rozgrywki w piłce nożnej woj. wileńskiego (1931)

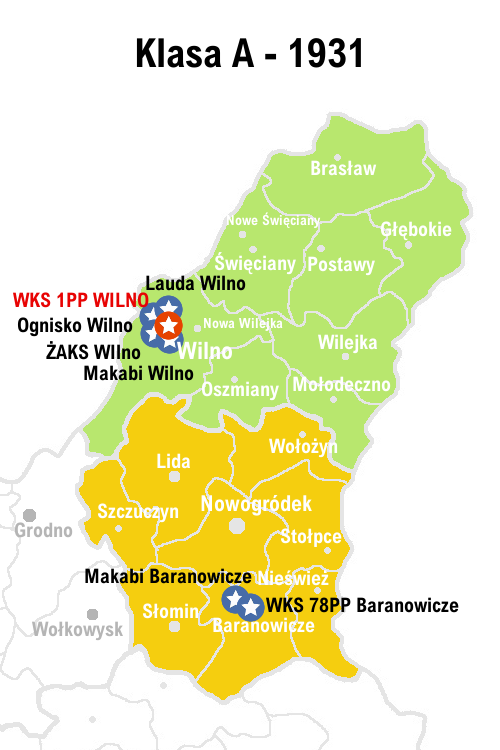
Kluby uczestniczące w Wileńskiej Klasie A w 1930 roku

9. Okręgowe rozgrywki w piłce nożnej województwa wileńskiego prowadzone są przez Wileński Okręgowy Związek Piłki Nożnej. Drużyny z województwa nowogródzkiego występują w rozgrywkach klasy A i B. 
Mistrzostwo Okręgu Wileńskiego zdobyła drużyna WKS 1PP Wilno.
| Rozgrywki | Poziomy rozgrywkowe w sezonie 1931 | Poziomy rozgrywkowe w sezonie 1931             | Poziomy rozgrywkowe w sezonie 1931             | Poziomy rozgrywkowe w sezonie 1931             | Poziomy rozgrywkowe w sezonie 1931             |
| --------- | ---------------------------------- | ---------------------------------------------- | ---------------------------------------------- | ---------------------------------------------- | ---------------------------------------------- |
| Centralne | I poziom ligowy                    | Liga                                           | Liga                                           | Liga                                           | Liga                                           |
| Okręgowe  | II poziom ligowy                   | Klasa A (Wilno)                                | Klasa A (Wilno)                                | Klasa A (Wilno)                                | Klasa A (Wilno)                                |
| Okręgowe  | III poziom ligowy                  | Klasa B gr. (Wileńska)                         | Klasa B gr. (Lidzka)                           | Klasa B gr. (Baranowicka)                      | Klasa B gr. (Baranowicka)                      |
| Okręgowe  | IV poziom ligowy                   | Klasa C Brak danych co do istnienia tej klasy. | Klasa C Brak danych co do istnienia tej klasy. | Klasa C Brak danych co do istnienia tej klasy. | Klasa C Brak danych co do istnienia tej klasy. |

## Rozgrywki ogólnopolskie
WKS 1PP Wilno wystąpiło w eliminacjach do Ligi, gdzie w grupie III zajęło 2 miejsce (na 3 zespoły).

## Klasa A - II poziom rozgrywkowy
| Poz. | Drużyna                | M  | Z | R | P | Bramki | Punkty | opis                    |
| ---- | ---------------------- | -- | - | - | - | ------ | ------ | ----------------------- |
| 1    | WKS 1PP Wilno          | 9  | 8 | 0 | 1 | 45-12  | 16     | Przegrane elim. do ligi |
| 2    | Makabi Wilno           | 11 | 7 | 1 | 3 | 22-14  | 15     |                         |
| 3    | ŻAKS Wilno             | 8  | 5 | 0 | 3 | 12-10  | 10     |                         |
| 4    | PZS Lauda Wilno        | 11 | 3 | 2 | 6 | 16-23  | 8      |                         |
| 5    | Makabi Baranowicze (b) | 8  | 2 | 2 | 4 | 15-27  | 6      | Do gr. Baranowickiej    |
| 6    | Ognisko Wilno          | 9  | 1 | 2 | 6 | 15-27  | 4      |                         |
| 7    | WKS 78PP Baranowicze   | 6  | 1 | 1 | 4 | 7-19   | 3      | Do gr. Baranowickiej    |

- Tabela na podstawie wyników prasowych, bez weryfikacji WOZPN. Brak wyników 11 meczów.
- Makabi Baranowicze wraz z 78PP od następnego sezonu wystąpią w nowo utworzonej drugiej grupie klasy A tzw. "baranowickiej".

Mecze:

- 1 runda
- 3.05.1931 - WKS 1PP : Lauda 6:1
- 3.05.1931 - Makabi W. : Ognisko 2:0
- 17.05.1931 - Lauda : WKS 78PP 6:1
- 14.05.1931 - WKS 1PP : Makabi Wilno 3:0
- 17.05.1931 - Makabi B. : Ognisko (brak)
- 24.05.1931 - Makabi W. : Lauda (brak)
- 24.05.1931 - ŻAKS : Ognisko (brak)
- 24.05.1931 - WKS 1PP : WKS 78PP (brak)
- 31.05.1931 - WKS 1PP : ŻAKS 3:0
- 31.05.1931 - Lauda : Makabi B. 3:2
- 31.05.1931 - WKS 78PP : Ognisko 1:2
- 7.06.1931 - Makabi W. : Makabi B. 4:1
- 7.06.1931 - ŻAKS : Lauda 1:0
- 14.06.1931 - WKS 1PP : Ognisko 6:5
- 14.06.1931 - Makabi W. : WKS 78PP 2:0
- 14.06.1931 - Makabi B. : ŻAKS 2:3
- 21.06.1931 - Makabi W. : ŻAKS 1:0
- 21.06.1931 - Ognisko : Lauda 1:1
- 21.06.1931 - WKS 78pp : Makabi B. (brak)
- ?.?.1931 - ŻAKS : WKS 78PP (brak)
- ?.?.1931 - WKS 1PP : Makabi B. (brak)
- 2 runda
- 27.06.1931 - ŻAKS : WKS 1PP (brak)
- 28.06.1931 - Makabi B. : Ognisko 6:2
- 5.07.1931 - Lauda : Ognisko 2:2
- 5.07.1931 - WKS 1PP : Makabi B. 12:0
- 12.07.1931 - Makabi W. : Ognisko 3:1
- 12.07.1931 -  WKS 1PP : Lauda 3:0
- 19.07.1931 - ŻAKS : Ognisko 3:1
- 19.07.1931 - Lauda : Makabi W. 3:0vo
- 19.07.1931 - Makabi B. : WKS 78PP 2:2
- 26.07.1931 - ŻAKS : Makabi B. 3:0vo
- 26.07.1931 - WKS 1PP : Ognisko 4:1
- 26.07.1931 - WKS 78PP : Lauda 3:0vo
- 2.08.1931 - ŻAKS : Lauda 1:0
- 2.08.1931 - WKS 1PP : WKS 78PP 7:0
- 2.08.1931 - Makabi W. : Makabi B. 1:1
- 9.08.1931 - WKS 1PP : Makabi W. 1:5
- 9.08.1931 - Ognisko : WKS 78PP (brak)
- 9.08.1931 - Makabi B. : Lauda 3:0vo
- 13.08.1931 - ŻAKS : Makabi W. 1:3
- ?.?.1931 - WKS 78PP : Makabi. (brak)
- ?.?.1931 - Makabi B. : ŻAKS (brak)

## Klasa B - III poziom rozgrywkowy
Faza finałowa - eliminacje do klasy A

| Poz. | Drużyna       | M | Z | R | P | Bramki | Punkty |
| ---- | ------------- | - | - | - | - | ------ | ------ |
| 1    | WKS 6PP Wilno |   |   |   |   |        |        |
| ?    | b.d.          |   |   |   |   |        |        |
| ?    | b.d.          |   |   |   |   |        |        |

Grupa wileńska

Brak dokładnych danych co do ilości grup w Wilnie, mogły być 2 grupy.
| Poz. | Drużyna            | M | Z | R | P | Bramki | Punkty |
| ---- | ------------------ | - | - | - | - | ------ | ------ |
| 1    | WKS 6PP Wilno (b)  |   |   |   |   |        |        |
| ?    | Drukarz Wilno (b)  |   |   |   |   |        |        |
| ?    | WKS 1PP II Wilno   |   |   |   |   |        |        |
| ?    | Makabi II Wilno    |   |   |   |   |        |        |
| ?    | Lauda II Wilno     |   |   |   |   |        |        |
| ?    | PKS Wilno          |   |   |   |   |        |        |
| ?    | Jutrznia Wilno     |   |   |   |   |        |        |
| ?    | RKS TUR Wilno (b)  |   |   |   |   |        |        |
| ?    | (ŻAKS II Wilno)    |   |   |   |   |        |        |
| ?    | (Ognisko II Wilno) |   |   |   |   |        |        |

Grupa Lidzka
| Poz. | Drużyna              | M | Z | R | P | Bramki | Punkty |
| ---- | -------------------- | - | - | - | - | ------ | ------ |
| ?    | PKS Lida             |   |   |   |   |        |        |
| ?    | ŻKS Lida             |   |   |   |   |        |        |
| ?    | LOSO Lida            |   |   |   |   |        |        |
| ?    | WKS 77PP II Lida (s) |   |   |   |   |        |        |

Grupa baranowicka
Brak dokładnych danych jakie zespoły uczestniczyły w rozgrywkach.
| Poz. | Drużyna                   | M | Z | R | P | Bramki | Punkty |
| ---- | ------------------------- | - | - | - | - | ------ | ------ |
| ?    | WKS Słonim                |   |   |   |   |        |        |
| ?    | (Strzelec Baranowicze)    |   |   |   |   |        |        |
| ?    | (ŻKS Słonim)              |   |   |   |   |        |        |
| ?    | (PKS Nowogródek)          |   |   |   |   |        |        |
| ?    | (Makabi Nowogródek)       |   |   |   |   |        |        |
| ?    | (WKS 78PP II Baranowicze) |   |   |   |   |        |        |
| ?    | {Makabi II Baranowicze    |   |   |   |   |        |        |

- (w nawiasach) - Brak pewności co do uczestnictwa danych zespołów w rozgrywkach.

## Klasa C - IV poziom rozgrywkowy
- Brak danych co do istnienia tej klasy rozgrywkowej.